# Aboriginek (mitológia)
Az aboriginek ókori latiumi néptörzs Reate környékén, az Appenninek tövében. Eleinte nyílt községekben laktak, aztán falakkal övezett városokban. Később birtokukba vették Tiberis és a Liris folyók közti vidék legnagyobb részét. Sallustius szerint az Aineiasszal jött trójaiakkal együtt alapították meg Rómát.